# Tabanus
Tabanus är ett släkte av tvåvingar. Tabanus ingår i familjen bromsar.

## Dottertaxa tillTabanus, i alfabetisk ordning[1][2]
- Tabanus aaptus
- Tabanus aar
- Tabanus abactor
- Tabanus abaculus
- Tabanus abaurantiacus
- Tabanus abauristriatus
- Tabanus abbasalis
- Tabanus abbreviatus
- Tabanus abditus
- Tabanus abdominalis
- Tabanus abiens
- Tabanus abscondens
- Tabanus acallosus
- Tabanus acallus
- Tabanus accensus
- Tabanus accipiter
- Tabanus acer
- Tabanus acuminaris
- Tabanus acutus
- Tabanus adiastolus
- Tabanus admelanopygus
- Tabanus administrans
- Tabanus advena
- Tabanus aegrotus
- Tabanus aeneus
- Tabanus agnioscibilis
- Tabanus agnoscibilis
- Tabanus aidini
- Tabanus alatocinereus
- Tabanus albicinctus
- Tabanus albicuspis
- Tabanus albifacies
- Tabanus albifrons
- Tabanus albilinea
- Tabanus albinus
- Tabanus albiscutellus
- Tabanus albitibialis
- Tabanus albitriangulatis
- Tabanus albocirculus
- Tabanus albocostatus
- Tabanus albocreus
- Tabanus albofasciatus
- Tabanus albopunctatus
- Tabanus albosetosus
- Tabanus algeriensis
- Tabanus altermaculatus
- Tabanus alticola
- Tabanus alumnus
- Tabanus alvarengai
- Tabanus amaenus
- Tabanus amamiensis
- Tabanus amapaensis
- Tabanus americanus
- Tabanus amoenatus
- Tabanus anabates
- Tabanus anatolicus
- Tabanus andamanensis
- Tabanus andamanicus
- Tabanus anderssoni
- Tabanus angustilimbatus
- Tabanus angustipalpis
- Tabanus angustistriatus
- Tabanus angustitriangularis
- Tabanus angustiventer
- Tabanus angustofrons
- Tabanus angustus
- Tabanus annamensis
- Tabanus annamiticus
- Tabanus annamitus
- Tabanus anomalus
- Tabanus ansarii
- Tabanus antarcticus
- Tabanus antennarum
- Tabanus anthrax
- Tabanus antunesi
- Tabanus appendicifer
- Tabanus approximatus
- Tabanus aquilus
- Tabanus arabicus
- Tabanus aranti
- Tabanus arbucklei
- Tabanus arctus
- Tabanus ardalus
- Tabanus ardens
- Tabanus arenicolor
- Tabanus arenivagus
- Tabanus arfaai
- Tabanus argentata
- Tabanus argenteomaculatus
- Tabanus argenteus
- Tabanus argentifrons
- Tabanus argentisignatus
- Tabanus arisanus
- Tabanus armeniacus
- Tabanus armenicus
- Tabanus arnaudi
- Tabanus atamuradovi
- Tabanus atratoides
- Tabanus atratus
- Tabanus atrimaculatus
- Tabanus atrimanus
- Tabanus atripilosus
- Tabanus atripunctatus
- Tabanus atrisignatus
- Tabanus atristylatus
- Tabanus atriventer
- Tabanus atrohirtus
- Tabanus atropathenicus
- Tabanus atropilosus
- Tabanus attenuatus
- Tabanus attenuis
- Tabanus aublanti
- Tabanus audyi
- Tabanus aurantium
- Tabanus auratus
- Tabanus auribundus
- Tabanus auricingulatus
- Tabanus auricircus
- Tabanus aurifer
- Tabanus auriflamma
- Tabanus aurilineatus
- Tabanus auripilosus
- Tabanus auripunctatus
- Tabanus aurisegmentatus
- Tabanus aurisetosus
- Tabanus aurisparsus
- Tabanus auristriatus
- Tabanus auriventer
- Tabanus auriventralis
- Tabanus aurivittatus
- Tabanus auroa
- Tabanus aurotestaceus
- Tabanus australicus
- Tabanus autumnalis Höstbroms
- Tabanus avittatus
- Tabanus axiridis
- Tabanus bactrianus
- Tabanus baguiensis
- Tabanus bakeri
- Tabanus balabacensis
- Tabanus ballmeri
- Tabanus barbarus
- Tabanus barbatus
- Tabanus barclayi
- Tabanus barnesi
- Tabanus basalis
- Tabanus bashiri
- Tabanus basilaris
- Tabanus bellus
- Tabanus beneficus
- Tabanus bequaertianus
- Tabanus beshkentica
- Tabanus besti
- Tabanus bewanensis
- Tabanus biannularis
- Tabanus biatripunctatus
- Tabanus bicoloratus
- Tabanus bifarius
- Tabanus bifloccus
- Tabanus bigoti
- Tabanus biguttatus
- Tabanus bilateralis
- Tabanus billingtoni
- Tabanus bilorus
- Tabanus bimini
- Tabanus birdiei
- Tabanus birmanicus
- Tabanus birmanioides
- Tabanus bishoppi
- Tabanus biswasi
- Tabanus bivari
- Tabanus boharti
- Tabanus bombayensis
- Tabanus bombyaensis
- Tabanus borealorieus
- Tabanus borniensis
- Tabanus boroumandi
- Tabanus boueti
- Tabanus bovinus Fäbroms
- Tabanus brancoi
- Tabanus brassofortei
- Tabanus brevicallus
- Tabanus brevifrons
- Tabanus brevitrianguliferus
- Tabanus brevittatus
- Tabanus briani
- Tabanus brincki
- Tabanus brochei
- Tabanus brodeni
- Tabanus bromiolus
- Tabanus bromius Allmän gråbroms
- Tabanus brumpti
- Tabanus brunneicollis
- Tabanus brunneocallosus
- Tabanus brunneothorax
- Tabanus brunneus
- Tabanus brunnicolor
- Tabanus brunnipennis
- Tabanus brunnipes
- Tabanus brunniventer
- Tabanus bubali
- Tabanus bubalophilus
- Tabanus bubbermani
- Tabanus bucolicus
- Tabanus budda
- Tabanus budongoensis
- Tabanus burgeri
- Tabanus burmaensis
- Tabanus burmanensis
- Tabanus caduceus
- Tabanus caeculus
- Tabanus caenosus
- Tabanus caerulescens
- Tabanus calabyi
- Tabanus calcarius
- Tabanus calens
- Tabanus calidus
- Tabanus caligneus
- Tabanus callogaster
- Tabanus cambodianus
- Tabanus cambodiensis
- Tabanus camelarius
- Tabanus campechianus
- Tabanus campestris
- Tabanus candidus
- Tabanus canipalpis
- Tabanus canipus
- Tabanus canus
- Tabanus capelai
- Tabanus catenatus
- Tabanus caucasius
- Tabanus cayensis
- Tabanus cazieri
- Tabanus cementus
- Tabanus centroafricanus
- Tabanus cepuricus
- Tabanus cervinus
- Tabanus ceylonicus
- Tabanus chalcothrix
- Tabanus charrua
- Tabanus chekiangensis
- Tabanus cheliopterus
- Tabanus chicoi
- Tabanus chinensis
- Tabanus chloropsis
- Tabanus choiseulensis
- Tabanus chonganensis
- Tabanus chosenensis
- Tabanus choumarae
- Tabanus christophi
- Tabanus chrysogaster
- Tabanus chrysoleucus
- Tabanus chrysurinus
- Tabanus chrysurus
- Tabanus chusanensis
- Tabanus cincta
- Tabanus cinerescens
- Tabanus cinnamoneus
- Tabanus circumalbatus
- Tabanus circumseptus
- Tabanus citripilosus
- Tabanus claripennis
- Tabanus claritibialis
- Tabanus clenchi
- Tabanus cnemidotus
- Tabanus cneus
- Tabanus coarctatus
- Tabanus cohaerens
- Tabanus colchidicus
- Tabanus colombensis
- Tabanus columbus
- Tabanus combustus
- Tabanus comitans
- Tabanus commixtus
- Tabanus comosus
- Tabanus concolor
- Tabanus concurrens
- Tabanus conformis
- Tabanus confucius
- Tabanus confusiens
- Tabanus congoicola
- Tabanus congoiensis
- Tabanus conicus
- Tabanus coniformis
- Tabanus coninckae
- Tabanus conius
- Tabanus consaguineus
- Tabanus consanguineus
- Tabanus conspicuus
- Tabanus conterminus
- Tabanus copemani
- Tabanus coquilletti
- Tabanus corax
- Tabanus cordiger
- Tabanus cordigeroides
- Tabanus coreanus
- Tabanus corone
- Tabanus corpulentus
- Tabanus craverii
- Tabanus crocitinctipennis
- Tabanus crocodilinus
- Tabanus crosskeyi
- Tabanus cruzesilvai
- Tabanus cubensis
- Tabanus cuculus
- Tabanus cuisancei
- Tabanus curticornis
- Tabanus curtus
- Tabanus cyclops
- Tabanus cyclopus
- Tabanus cylindricallosus
- Tabanus cylindrocallus
- Tabanus cymatophorus
- Tabanus daedalus
- Tabanus daishojii
- Tabanus daohaoi
- Tabanus darimonti
- Tabanus darlingtoni
- Tabanus davidsoni
- Tabanus decipiens
- Tabanus decoratus
- Tabanus defilippii
- Tabanus demellonis
- Tabanus denshamii
- Tabanus denticulatus
- Tabanus despectus
- Tabanus destructus
- Tabanus dietrichi
- Tabanus dimidiatus
- Tabanus discifer
- Tabanus discors
- Tabanus discrepans
- Tabanus discus
- Tabanus dissimilis
- Tabanus distinctus
- Tabanus ditaenia
- Tabanus divaricatus
- Tabanus diversifrons
- Tabanus diversus
- Tabanus divisus
- Tabanus divulsus
- Tabanus dolini
- Tabanus dominicanus
- Tabanus dominus
- Tabanus donaldsoni
- Tabanus doreicus
- Tabanus dorsifer
- Tabanus dorsifloccus
- Tabanus dorsiger
- Tabanus dorsivitta
- Tabanus dorsobimaculatus
- Tabanus dorsomaculatus
- Tabanus dorsonotatus
- Tabanus duckei
- Tabanus dunni
- Tabanus dzhafarovi
- Tabanus eadsi
- Tabanus easteetus
- Tabanus effilatanus
- Tabanus effilatus
- Tabanus eggeri
- Tabanus eldridgei
- Tabanus elongatus
- Tabanus enanus
- Tabanus enderleini
- Tabanus endymion
- Tabanus equalis
- Tabanus equicinctus
- Tabanus erebus
- Tabanus erythraeus
- Tabanus euphanes
- Tabanus eurycerus
- Tabanus eurytopus
- Tabanus exagens
- Tabanus excelsus
- Tabanus exclusus
- Tabanus exilipalpis
- Tabanus exoticus
- Tabanus explicatus
- Tabanus expulsus
- Tabanus extricans
- Tabanus factiosus
- Tabanus faini
- Tabanus fairchildi
- Tabanus falviscutellus
- Tabanus fasciatus
- Tabanus fascius
- Tabanus felderi
- Tabanus femoralis
- Tabanus ferrugineus
- Tabanus fijianus
- Tabanus filipjevi
- Tabanus firmus
- Tabanus flammeus
- Tabanus flaviannulatus
- Tabanus flavicapitis
- Tabanus flavicornis
- Tabanus flavicoxa
- Tabanus flavimarginatus
- Tabanus flavimedius
- Tabanus flavioculatus
- Tabanus flavipennis
- Tabanus flavipilosus
- Tabanus flavipus
- Tabanus flaviscutellatus
- Tabanus flaviscutellus
- Tabanus flavissimus
- Tabanus flavistriatus
- Tabanus flavitibiatus
- Tabanus flavitriangularis
- Tabanus flavivittatus
- Tabanus flavohirtus
- Tabanus flavothorax
- Tabanus flexilis
- Tabanus flocculus
- Tabanus fontinalis
- Tabanus formosiensis
- Tabanus fortis
- Tabanus fragai
- Tabanus fraseri
- Tabanus fratellus
- Tabanus fraternus
- Tabanus frondosus
- Tabanus fronto
- Tabanus fulvicallus
- Tabanus fulvicapillus
- Tabanus fulvicinctus
- Tabanus fulvilinearis
- Tabanus fulvilineis
- Tabanus fulvilineus
- Tabanus fulvimedioides
- Tabanus fulvissimus
- Tabanus fulvulus
- Tabanus fumeus
- Tabanus fumidus
- Tabanus fumifer
- Tabanus fumipennis
- Tabanus fumomarginatus
- Tabanus funebris
- Tabanus furunculigenus
- Tabanus furunculus
- Tabanus furvicaudus
- Tabanus fuscibarbus
- Tabanus fuscicauda
- Tabanus fuscicornis
- Tabanus fuscicostatus
- Tabanus fuscifrons
- Tabanus fuscipleuris
- Tabanus fuscithorax
- Tabanus fusciventer
- Tabanus fuscofasciatus
- Tabanus fuscomaculatus
- Tabanus fuscomarginatus
- Tabanus fusconervosus
- Tabanus fuscopunctatus
- Tabanus fuscotibialis
- Tabanus fuscoventris
- Tabanus fuscus
- Tabanus fuzhouensis
- Tabanus galloisi
- Tabanus geminus
- Tabanus geniculatus
- Tabanus geographicus
- Tabanus gertrudae
- Tabanus gertudae
- Tabanus gibensis
- Tabanus gilanus
- Tabanus gilingilensis
- Tabanus gilvellus
- Tabanus gilvilineis
- Tabanus gilvus
- Tabanus gladiator
- Tabanus glaucomaculis
- Tabanus glauconotatus
- Tabanus glaucopis Blankpannad kalögonbroms
- Tabanus glaucus
- Tabanus golovi
- Tabanus gonghaiensis
- Tabanus gracilicornis
- Tabanus gracilis
- Tabanus grandicauda
- Tabanus grandis
- Tabanus granti
- Tabanus gratus
- Tabanus gressitti
- Tabanus griseifacies
- Tabanus griseilineis
- Tabanus griseinus
- Tabanus griseipalpis
- Tabanus griseithorax
- Tabanus griseoscutellatus
- Tabanus griseus
- Tabanus grunini
- Tabanus guapiensis
- Tabanus guatemalanus
- Tabanus guineensis
- Tabanus guizhouensis
- Tabanus guttatus
- Tabanus guyanensis
- Tabanus guyonae
- Tabanus gymnorhynchus
- Tabanus gyruchus
- Tabanus haemagogus
- Tabanus haimovitchae
- Tabanus hainanensis
- Tabanus haitiensis
- Tabanus hakkariensis
- Tabanus hamoni
- Tabanus hashemi
- Tabanus hashemii
- Tabanus hauseri
- Tabanus haysi
- Tabanus hedlundi
- Tabanus hellenicus
- Tabanus helvinus
- Tabanus herbertensis
- Tabanus herculeana
- Tabanus hinellus
- Tabanus hirsuta
- Tabanus hirsutus
- Tabanus hirtipalpis
- Tabanus hirtistriatus
- Tabanus hirtitibia
- Tabanus hisarensis
- Tabanus hispanicus
- Tabanus hispanus
- Tabanus hispidus
- Tabanus hissaricus
- Tabanus hoang
- Tabanus holtzianus
- Tabanus honestus
- Tabanus hongchowensis
- Tabanus hongchowoides
- Tabanus hongkongiensis
- Tabanus hongschowensis
- Tabanus hoogstraali
- Tabanus hottentotta
- Tabanus howdeni
- Tabanus huangshanensis
- Tabanus humboldti
- Tabanus humilis
- Tabanus humillimus
- Tabanus hybridus
- Tabanus hypomacros
- Tabanus hyugaensis
- Tabanus ianthinus
- Tabanus iber
- Tabanus ichiokai
- Tabanus ictericus
- Tabanus idulis
- Tabanus ignobilis
- Tabanus ilchanii
- Tabanus ilharcoi
- Tabanus illustris
- Tabanus imitans
- Tabanus immanis
- Tabanus immixtus
- Tabanus imparicallosus
- Tabanus impertinens
- Tabanus importunus
- Tabanus impurus
- Tabanus inaensis
- Tabanus inaequannulatus
- Tabanus inaequisignatus
- Tabanus incohaerens
- Tabanus inconspicua
- Tabanus incultus
- Tabanus indecisus
- Tabanus indianus
- Tabanus indicus
- Tabanus indifferens
- Tabanus indiscriminatus
- Tabanus indistinctus
- Tabanus indosinensis
- Tabanus indrae
- Tabanus infans
- Tabanus infestans
- Tabanus infestus
- Tabanus inflatipalpis
- Tabanus ingens
- Tabanus inhambanensis
- Tabanus inifromis
- Tabanus iniventris
- Tabanus innotabilis
- Tabanus inobservatus
- Tabanus insidiator
- Tabanus insignis
- Tabanus invalidus
- Tabanus itaituba
- Tabanus ixion
- Tabanus iyoensis
- Tabanus jacobarius
- Tabanus jacobi
- Tabanus jadini
- Tabanus javanus
- Tabanus jeanae
- Tabanus jigongshanensis
- Tabanus jigonshanensis
- Tabanus jilamensis
- Tabanus jinghongensis
- Tabanus jinhuai
- Tabanus jiulianensis
- Tabanus johannesi
- Tabanus johnsoni
- Tabanus joidus
- Tabanus joshii
- Tabanus jucundus
- Tabanus justorius
- Tabanus kabuagii
- Tabanus kabuensis
- Tabanus kakhyenensis
- Tabanus kamengensis
- Tabanus kanoi
- Tabanus karaosus
- Tabanus karenkoensis
- Tabanus katoi
- Tabanus kermani
- Tabanus kesseli
- Tabanus khalafi
- Tabanus khasiensis
- Tabanus kiangsuensis
- Tabanus kingi
- Tabanus kinoshitai
- Tabanus kisliuki
- Tabanus konis
- Tabanus kotoshoensis
- Tabanus krombeini
- Tabanus kumaonensis
- Tabanus kumrakomensis
- Tabanus kunmingensis
- Tabanus kwangsinensis
- Tabanus kwatta
- Tabanus kwiluensis
- Tabanus lacajaensis
- Tabanus lacustris
- Tabanus laetetinctus
- Tabanus laevigatus
- Tabanus lamiensis
- Tabanus lanatus
- Tabanus laotianus
- Tabanus larvatus
- Tabanus lateralbus
- Tabanus laterina
- Tabanus laticinctus
- Tabanus laticornis
- Tabanus laticorpus
- Tabanus latifascies
- Tabanus lavandoni
- Tabanus laverani
- Tabanus leclercqi
- Tabanus leleani
- Tabanus lenticulatus
- Tabanus lenticuloides
- Tabanus lentis
- Tabanus lentisignatus
- Tabanus leucocnematus
- Tabanus leucohirtus
- Tabanus leucomelas
- Tabanus leucopogon
- Tabanus leucostomus
- Tabanus levantinus
- Tabanus leveri
- Tabanus lewisi
- Tabanus liangshanensis
- Tabanus ligatus
- Tabanus limbatineuris
- Tabanus limbithorax
- Tabanus limitatus
- Tabanus limushanensis
- Tabanus lineataenia
- Tabanus lineifrons
- Tabanus lineola
- Tabanus lingfengi
- Tabanus liventipes
- Tabanus loczyi
- Tabanus longibasalis
- Tabanus longicornutus
- Tabanus longinquus
- Tabanus longipennis
- Tabanus longiusculus
- Tabanus longus
- Tabanus loukashkini
- Tabanus loxomaculatus
- Tabanus lubutuensis
- Tabanus lucidulus
- Tabanus lucifer
- Tabanus lufirensis
- Tabanus luizae
- Tabanus lunatus
- Tabanus lushanensis
- Tabanus lutzi
- Tabanus luzonensis
- Tabanus lyneborgi
- Tabanus macdonaldi
- Tabanus macer
- Tabanus macfarlanei
- Tabanus machadoi
- Tabanus macilentus
- Tabanus macquarti
- Tabanus maculicornis
- Tabanus maculinevris
- Tabanus maculipennis
- Tabanus maculosus
- Tabanus madoerensis
- Tabanus maedai
- Tabanus maini
- Tabanus maiombensis
- Tabanus makimurae
- Tabanus malayensis
- Tabanus maliensis
- Tabanus mandarinus
- Tabanus manipurensis
- Tabanus marginalis
- Tabanus marginatus
- Tabanus marginenevris
- Tabanus marianii
- Tabanus marmoratus
- Tabanus marmorosus
- Tabanus martini
- Tabanus martinii
- Tabanus masamitsui
- Tabanus mateusi
- Tabanus matosi
- Tabanus matsumotoensis
- Tabanus matsuzawai
- Tabanus matutinimordicus
- Tabanus maurus
- Tabanus mazzottii
- Tabanus mediatrimaculatus
- Tabanus medionotatus
- Tabanus meghalayensis
- Tabanus meihuashanensis
- Tabanus melanocerus
- Tabanus melanogaster
- Tabanus melanognathus
- Tabanus mendossai
- Tabanus menoensis
- Tabanus mentitus
- Tabanus meraukensis
- Tabanus meridionalis
- Tabanus mesnili
- Tabanus mesogaeus
- Tabanus mesquitelai
- Tabanus mianjangalensis
- Tabanus miki Miks kalögonbroms
- Tabanus miles
- Tabanus mindanensis
- Tabanus miniatus
- Tabanus minimus
- Tabanus minuscularius
- Tabanus minusculus
- Tabanus mistshenkoi
- Tabanus mitidjensis
- Tabanus miyajima
- Tabanus miyakei
- Tabanus moderator
- Tabanus modesta
- Tabanus moerens
- Tabanus mofidii
- Tabanus mogollon
- Tabanus molestus
- Tabanus monchai
- Tabanus mongolensis
- Tabanus monocallosus
- Tabanus monoculus
- Tabanus monoensis
- Tabanus monokini
- Tabanus monomiensis
- Tabanus monops
- Tabanus monotaeniatus
- Tabanus monotaxis
- Tabanus montiasiaticus
- Tabanus morbosus
- Tabanus mordax
- Tabanus moreli
- Tabanus morio
- Tabanus morsitans
- Tabanus mossambicensis
- Tabanus mucronatus
- Tabanus mularis
- Tabanus multicinctus
- Tabanus murdochi
- Tabanus muruensis
- Tabanus muscoides
- Tabanus mutatus
- Tabanus namdaphaicus
- Tabanus namibiensis
- Tabanus nantae
- Tabanus napaensis
- Tabanus nartshukae
- Tabanus neavei
- Tabanus nebulosus
- Tabanus nefarius
- Tabanus nefas
- Tabanus neglectus
- Tabanus negritos
- Tabanus nematocallus
- Tabanus nemocallosus
- Tabanus nemoralis
- Tabanus neoindianus
- Tabanus neotriangularis
- Tabanus neovestitus
- Tabanus nepalensis
- Tabanus nephodes
- Tabanus nereus
- Tabanus nexus
- Tabanus nicobarensis
- Tabanus nigeriensis
- Tabanus nigra
- Tabanus nigrabdominis
- Tabanus nigrefronti
- Tabanus nigrescens
- Tabanus nigrhinus
- Tabanus nigricaudus
- Tabanus nigrifascies
- Tabanus nigrifeminibus
- Tabanus nigrifer
- Tabanus nigrihinus
- Tabanus nigrimaculatus
- Tabanus nigrimanus
- Tabanus nigrimordicus
- Tabanus nigrinus
- Tabanus nigripes
- Tabanus nigrita
- Tabanus nigriventris
- Tabanus nigrofemoratus
- Tabanus nigroides
- Tabanus nigrostriatus
- Tabanus nigrotectus
- Tabanus nigrovittatus
- Tabanus nilakinus
- Tabanus nipponicus
- Tabanus niveinotatus
- Tabanus noctuinus
- Tabanus nondescriptus
- Tabanus notatus
- Tabanus novaescotiae
- Tabanus nubipennis
- Tabanus nyasae
- Tabanus nyctops
- Tabanus obconicus
- Tabanus obesus
- Tabanus obliquemaculatus
- Tabanus obscuratus
- Tabanus obscurefumatus
- Tabanus obscurehirtus
- Tabanus obscurestigmatus
- Tabanus obscurestriatus
- Tabanus obscurilineatus
- Tabanus obscurior
- Tabanus obscurus
- Tabanus obsolescens
- Tabanus obsoletimaculus
- Tabanus obsoletus
- Tabanus obtusipalpis
- Tabanus obumbratus
- Tabanus occidentalis
- Tabanus ochroater
- Tabanus ochroceras
- Tabanus ochrogaster
- Tabanus ochros
- Tabanus octulus
- Tabanus okinawanoides
- Tabanus okinawanus
- Tabanus oknos
- Tabanus oldroydi
- Tabanus olivaceiventris
- Tabanus oliviventris
- Tabanus oliviventroides
- Tabanus olsufjevi
- Tabanus olympius
- Tabanus omeishanensis
- Tabanus omnirobustus
- Tabanus onoi
- Tabanus opalescens
- Tabanus oppugnator
- Tabanus optatus
- Tabanus opulentus
- Tabanus orbicallus
- Tabanus orbis
- Tabanus oreophilus
- Tabanus orientalis
- Tabanus orientis
- Tabanus orphnos
- Tabanus otsurui
- Tabanus ovazzai
- Tabanus oviventris
- Tabanus oxybeles
- Tabanus oxyceratus
- Tabanus pachypalpus
- Tabanus paganus
- Tabanus palauensis
- Tabanus palawanensis
- Tabanus pallidepectoratus
- Tabanus pallidescens
- Tabanus pallidifacies
- Tabanus pallidipes
- Tabanus pallidiscutum
- Tabanus pallidiventer
- Tabanus pallipennis
- Tabanus palpalis
- Tabanus palpinus
- Tabanus papuensis
- Tabanus par
- Tabanus parabactrianus
- Tabanus parabrunneus
- Tabanus parabuddha
- Tabanus parachinensis
- Tabanus parachrysater
- Tabanus paradiversifrons
- Tabanus paradoxus
- Tabanus parafuscomaculatus
- Tabanus parahybridus
- Tabanus parallelifrons
- Tabanus paralleliventer
- Tabanus pararufiventris
- Tabanus parimmixtus
- Tabanus particaecus
- Tabanus particolor
- Tabanus parvicallosus
- Tabanus parvidentatus
- Tabanus parviformus
- Tabanus passosi
- Tabanus patriarchus
- Tabanus pauper
- Tabanus paviei
- Tabanus pazukii
- Tabanus pellucidus
- Tabanus pellus
- Tabanus penai
- Tabanus pendleburyi
- Tabanus perakiensis
- Tabanus perelegans
- Tabanus perileucus
- Tabanus perplexus
- Tabanus persimilis
- Tabanus pertinens
- Tabanus peruvianus
- Tabanus petiolatus
- Tabanus petiscai
- Tabanus philippinensis
- Tabanus piceiventris
- Tabanus picicalosus
- Tabanus pictiventris
- Tabanus pingbianensis
- Tabanus pingxiangensis
- Tabanus planus
- Tabanus platensis
- Tabanus pleskei
- Tabanus pluto
- Tabanus pollinosus
- Tabanus polygonus
- Tabanus polyphemus
- Tabanus portschinskii
- Tabanus postactus
- Tabanus praematurus
- Tabanus praepilatus
- Tabanus praepositus
- Tabanus praeteritus
- Tabanus pratti
- Tabanus prefulventer
- Tabanus primitivus
- Tabanus principis
- Tabanus priscoides
- Tabanus pristinus
- Tabanus procallosus
- Tabanus promesogaeus
- Tabanus prometheus
- Tabanus propinquus
- Tabanus provincialis
- Tabanus proximus
- Tabanus pruinosus
- Tabanus prunicolor
- Tabanus pseudocingulatus
- Tabanus pseudoculus
- Tabanus pseudogratus
- Tabanus pseudoliviventris
- Tabanus pseudolunatus
- Tabanus pseudonebulosus
- Tabanus pseudothoracinus
- Tabanus ptolemaeanus
- Tabanus pubescens
- Tabanus pullulus
- Tabanus pullus
- Tabanus pulvifer
- Tabanus pumilus
- Tabanus punctifer
- Tabanus punctipleura
- Tabanus puncturius
- Tabanus pungens
- Tabanus pusillus
- Tabanus puteus
- Tabanus qinlingensis
- Tabanus quadrifocus
- Tabanus quadriguttatus
- Tabanus quadrisignatus
- Tabanus quadritriangularis
- Tabanus quaesitus
- Tabanus quatei
- Tabanus quatuornotatus
- Tabanus queenslandii
- Tabanus quinarius
- Tabanus quinquecinctus
- Tabanus quinquepunctatus
- Tabanus quinquetriangularis
- Tabanus quinquevittatus
- Tabanus rageaui
- Tabanus rallus
- Tabanus rectilineatus
- Tabanus rectus
- Tabanus recusans
- Tabanus reducens
- Tabanus regularis
- Tabanus reinwardtii
- Tabanus remotus
- Tabanus restrepoensis
- Tabanus rhinargus
- Tabanus rhizonshine
- Tabanus rhizophorae
- Tabanus ricardae
- Tabanus rixator
- Tabanus riyadhae
- Tabanus rockefelleri
- Tabanus rosarioi
- Tabanus rosselensis
- Tabanus rossi
- Tabanus rothschildi
- Tabanus roubaudi
- Tabanus rousselii
- Tabanus rubicundulus
- Tabanus rubicundus
- Tabanus rubidaceus
- Tabanus rubidoides
- Tabanus rubidus
- Tabanus rubiginosus
- Tabanus rubioi
- Tabanus rubricauda
- Tabanus rubripes
- Tabanus rubriscutatus
- Tabanus rubriventris
- Tabanus ruficoloratus
- Tabanus rufidens
- Tabanus rufimedius
- Tabanus rufioloratus
- Tabanus rufipes
- Tabanus rufiscutellatus
- Tabanus rufiventris
- Tabanus rufofrater
- Tabanus rufus
- Tabanus ruoqiangensis
- Tabanus rupinae
- Tabanus rupium
- Tabanus russatus
- Tabanus rusticatus
- Tabanus ryukyuensis
- Tabanus sabuletoroides
- Tabanus sabuletorum
- Tabanus sackeni
- Tabanus safavii
- Tabanus sagax
- Tabanus sagittipalpis
- Tabanus samarensis
- Tabanus samawangensis
- Tabanus samoënsis
- Tabanus sandersoni
- Tabanus sannio
- Tabanus sapporoensis
- Tabanus sapporoenus
- Tabanus sarbazensis
- Tabanus sarmentoi
- Tabanus sasai
- Tabanus sauteri
- Tabanus saxicolus
- Tabanus schiva
- Tabanus scholae
- Tabanus schuurmansi
- Tabanus scutellus
- Tabanus searsi
- Tabanus secedens
- Tabanus selene
- Tabanus selousi
- Tabanus selvaticus
- Tabanus semenovi
- Tabanus semiargenteus
- Tabanus semicircularis
- Tabanus semirufus
- Tabanus separatus
- Tabanus sepiensis
- Tabanus sepikensis
- Tabanus sequens
- Tabanus sericiventris
- Tabanus serus
- Tabanus servillei
- Tabanus sexcinctus
- Tabanus sextriangulus
- Tabanus shannonellus
- Tabanus shantungensis
- Tabanus shelkovnikovi
- Tabanus shikokuensis
- Tabanus shyamarupi
- Tabanus siamensis
- Tabanus siassensis
- Tabanus sibsagarensis
- Tabanus siccus
- Tabanus sidneyensis
- Tabanus siebersi
- Tabanus sierensis
- Tabanus sierrensis
- Tabanus signatipennis
- Tabanus signatus
- Tabanus signifer
- Tabanus significans
- Tabanus silvanus
- Tabanus similis
- Tabanus simplicissimus
- Tabanus simpsoni
- Tabanus sinewitensis
- Tabanus singularis
- Tabanus sinicus
- Tabanus skarduensis
- Tabanus smirnovi
- Tabanus soembawensis
- Tabanus sorbillans
- Tabanus soubiroui
- Tabanus sowi
- Tabanus sparus
- Tabanus speciosus
- Tabanus spectabilis
- Tabanus speculum
- Tabanus sphinx
- Tabanus spodopteroides
- Tabanus spodopterus
- Tabanus stabilis
- Tabanus stackelbergiellus
- Tabanus stekhoveni
- Tabanus sticticolis
- Tabanus stonei
- Tabanus strangmannii
- Tabanus striatus
- Tabanus strigimaculus
- Tabanus striolatus
- Tabanus strix
- Tabanus stueberi
- Tabanus stygius
- Tabanus subbasalis
- Tabanus subcaeruleus
- Tabanus subcamipus
- Tabanus subcanipus
- Tabanus subcinerascens
- Tabanus subcinerescens
- Tabanus subcinnamoneus
- Tabanus subcohaerens
- Tabanus subcrassus
- Tabanus subfemoralis
- Tabanus subflavicornis
- Tabanus subfurvicaudus
- Tabanus subhirtus
- Tabanus subhuangshanensis
- Tabanus subhybridus
- Tabanus subimmanis
- Tabanus subjoidus
- Tabanus sublongus
- Tabanus submacilentus
- Tabanus submalayensis
- Tabanus subminshanensis
- Tabanus subniger
- Tabanus suboliviventris
- Tabanus subparadoxus
- Tabanus subrecusans
- Tabanus subruber
- Tabanus subrubidus
- Tabanus subrusscetus
- Tabanus subsabuletorum
- Tabanus subsimilis
- Tabanus subsinerascens
- Tabanus subviolaceus
- Tabanus sudeticus
- Tabanus sufis
- Tabanus sugens
- Tabanus sulcifrons
- Tabanus sulfurescens
- Tabanus sumatrensis
- Tabanus superjumentarius
- Tabanus surifer
- Tabanus swiridowi
- Tabanus symmetrus
- Tabanus syriacus
- Tabanus systenus
- Tabanus szechenyianus
- Tabanus sziladyi
- Tabanus taeniatus
- Tabanus taeniellus
- Tabanus taeniola
- Tabanus taiensis
- Tabanus taipingensis
- Tabanus taiwanus
- Tabanus talyshi
- Tabanus tambaensis
- Tabanus tamthaiorum
- Tabanus tangi
- Tabanus tardinotus
- Tabanus taygetus
- Tabanus tenasserimi
- Tabanus tendeiroi
- Tabanus tenebrosus
- Tabanus tenens
- Tabanus tenuifrons
- Tabanus tenuipalpis
- Tabanus tenuis
- Tabanus tenuistria
- Tabanus tephrodes
- Tabanus teraiensis
- Tabanus tergestinus
- Tabanus terminalis
- Tabanus terterjani
- Tabanus testaceiventris
- Tabanus testaceus
- Tabanus tetropsis
- Tabanus texanus
- Tabanus thellus
- Tabanus thermarum
- Tabanus thiemeana
- Tabanus thoracinus
- Tabanus thurmani
- Tabanus tienmuensis
- Tabanus tientsinensis
- Tabanus tiluensis
- Tabanus tinctothorax
- Tabanus tinctus
- Tabanus titoi
- Tabanus tokaraensis
- Tabanus tokunoshimaensis
- Tabanus tonglai
- Tabanus toshiokai
- Tabanus toumanoffi
- Tabanus townsendi
- Tabanus townsvilli
- Tabanus transversus
- Tabanus traubi
- Tabanus triangularis
- Tabanus trianguliger
- Tabanus triangulum
- Tabanus tricoloratus
- Tabanus tricolorus
- Tabanus trifasciatus
- Tabanus trigonus
- Tabanus trijunctus
- Tabanus trilineatus
- Tabanus trimaculatus
- Tabanus trinominatus
- Tabanus tripurensis
- Tabanus triquetrornatus
- Tabanus tristis
- Tabanus trivittatus
- Tabanus tuberculatus
- Tabanus tumidicallus
- Tabanus tumiscapens
- Tabanus turbidus
- Tabanus umbripennis
- Tabanus undulans
- Tabanus unicinctus
- Tabanus unicus
- Tabanus unifasciatus
- Tabanus unifasciens
- Tabanus uniformis
- Tabanus unilineatus
- Tabanus unipunctatus
- Tabanus unisignatus
- Tabanus unistriatus
- Tabanus univentris
- Tabanus ustus
- Tabanus wallacei
- Tabanus vanleeuweni
- Tabanus varelai
- Tabanus variabilis
- Tabanus varicolor
- Tabanus varimaculatus
- Tabanus varipes
- Tabanus variventris
- Tabanus vaseyi
- Tabanus wellmanii
- Tabanus velutinus
- Tabanus ventriflavimarginatus
- Tabanus venustus
- Tabanus wenzeli
- Tabanus vernus
- Tabanus vestitus
- Tabanus veterinarius
- Tabanus weyrauchi
- Tabanus vibex
- Tabanus wiedemanni
- Tabanus wilkersoni
- Tabanus williamsii
- Tabanus wilpattuensis
- Tabanus wilsoni
- Tabanus violaceus
- Tabanus virgulatus
- Tabanus vittiger
- Tabanus vivax
- Tabanus vix
- Tabanus wokei
- Tabanus woollastoni
- Tabanus wuyishanensis
- Tabanus wuzhishanensis
- Tabanus wyndhamensis
- Tabanus xanthocorus
- Tabanus xanthogaster
- Tabanus xanthoimus
- Tabanus xanthomelas
- Tabanus xanthos
- Tabanus xanti
- Tabanus xenorhynchus
- Tabanus xerodes
- Tabanus xuezhongi
- Tabanus xuthopogon
- Tabanus xuthus
- Tabanus yablonicus
- Tabanus yaeyamaensis
- Tabanus yakuensis
- Tabanus yanbaruensis
- Tabanus yannanensis
- Tabanus yao
- Tabanus yarchus
- Tabanus yasujensis
- Tabanus yishanensis
- Tabanus yoneyamai
- Tabanus yoshimotoi
- Tabanus yucatanus
- Tabanus yulensis
- Tabanus zancala
- Tabanus zayasi
- Tabanus zayuensis
- Tabanus zebrinus
- Tabanus zeirii
- Tabanus zhongpingi
- Tabanus zimini
- Tabanus zodiacus
- Tabanus zoster
- Tabanus zoulouensis
- Tabanus zythicolor

## Bildgalleri

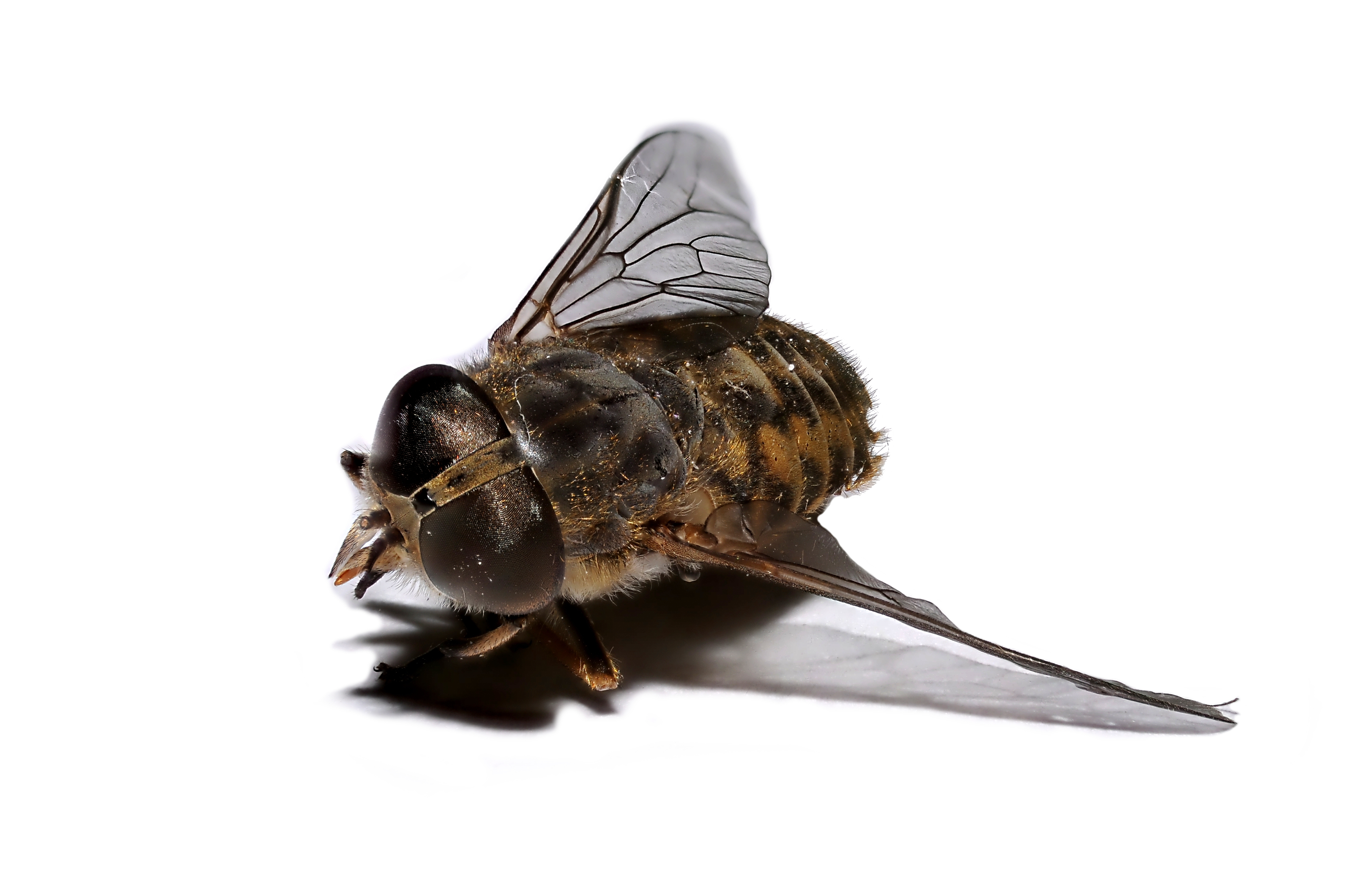
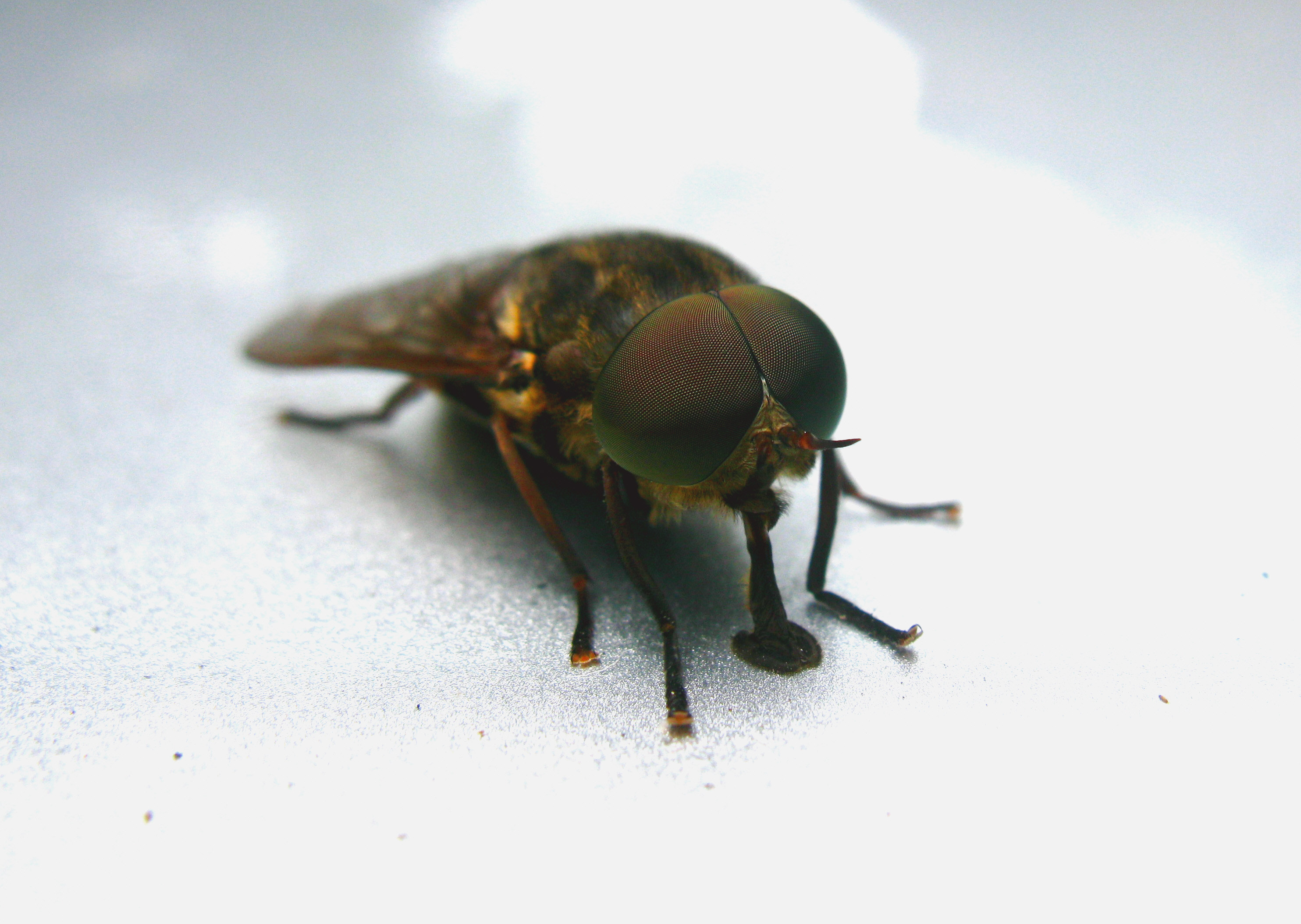
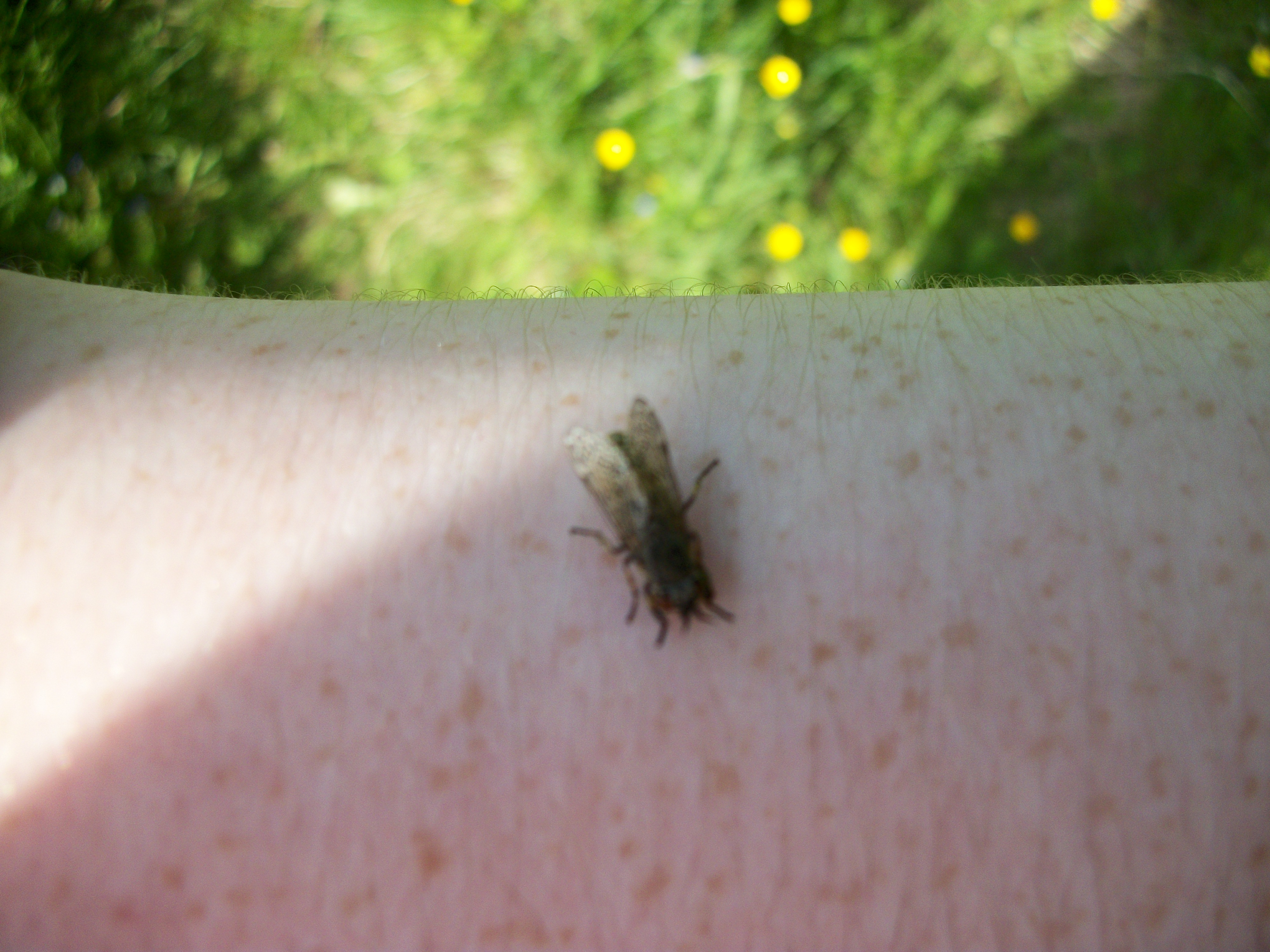
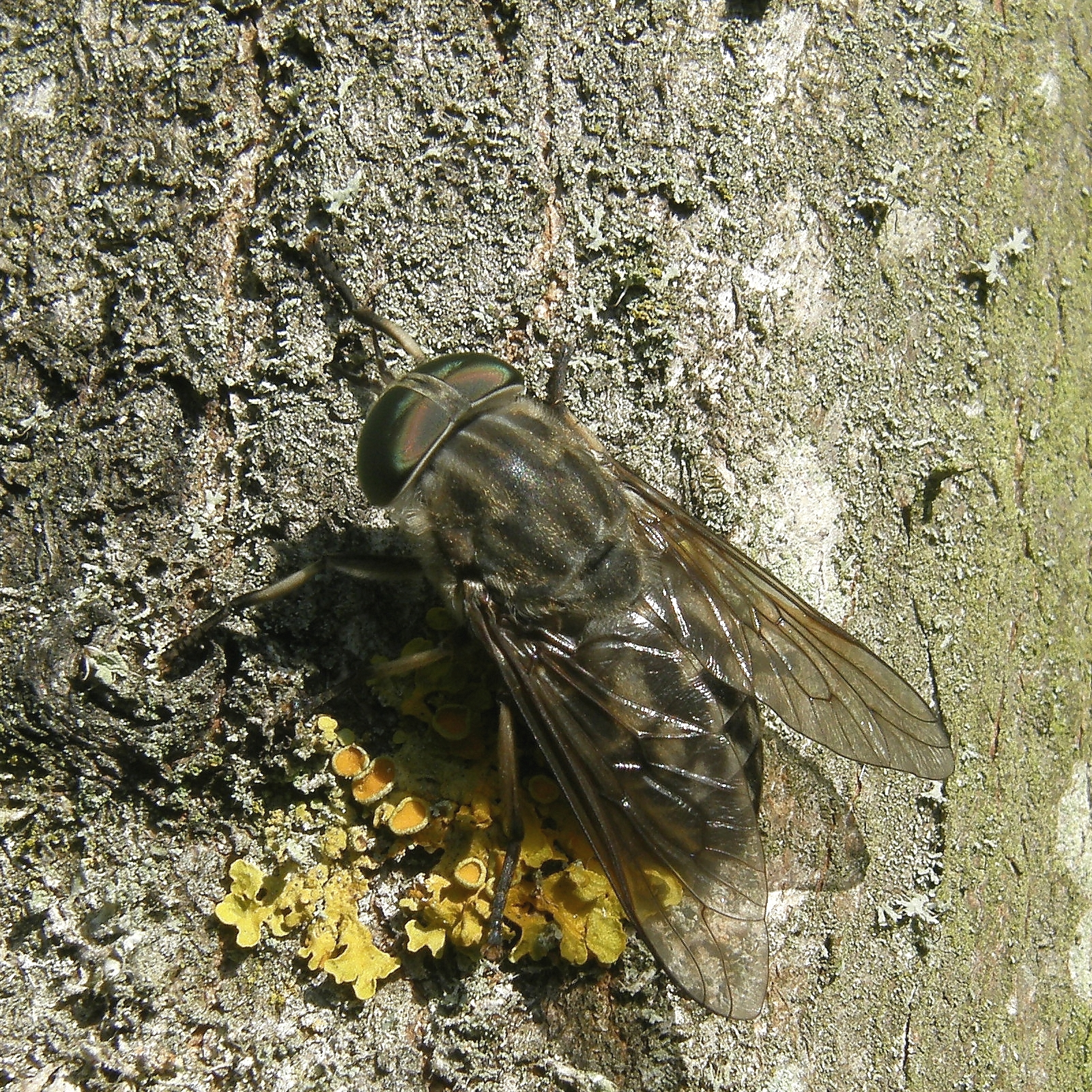
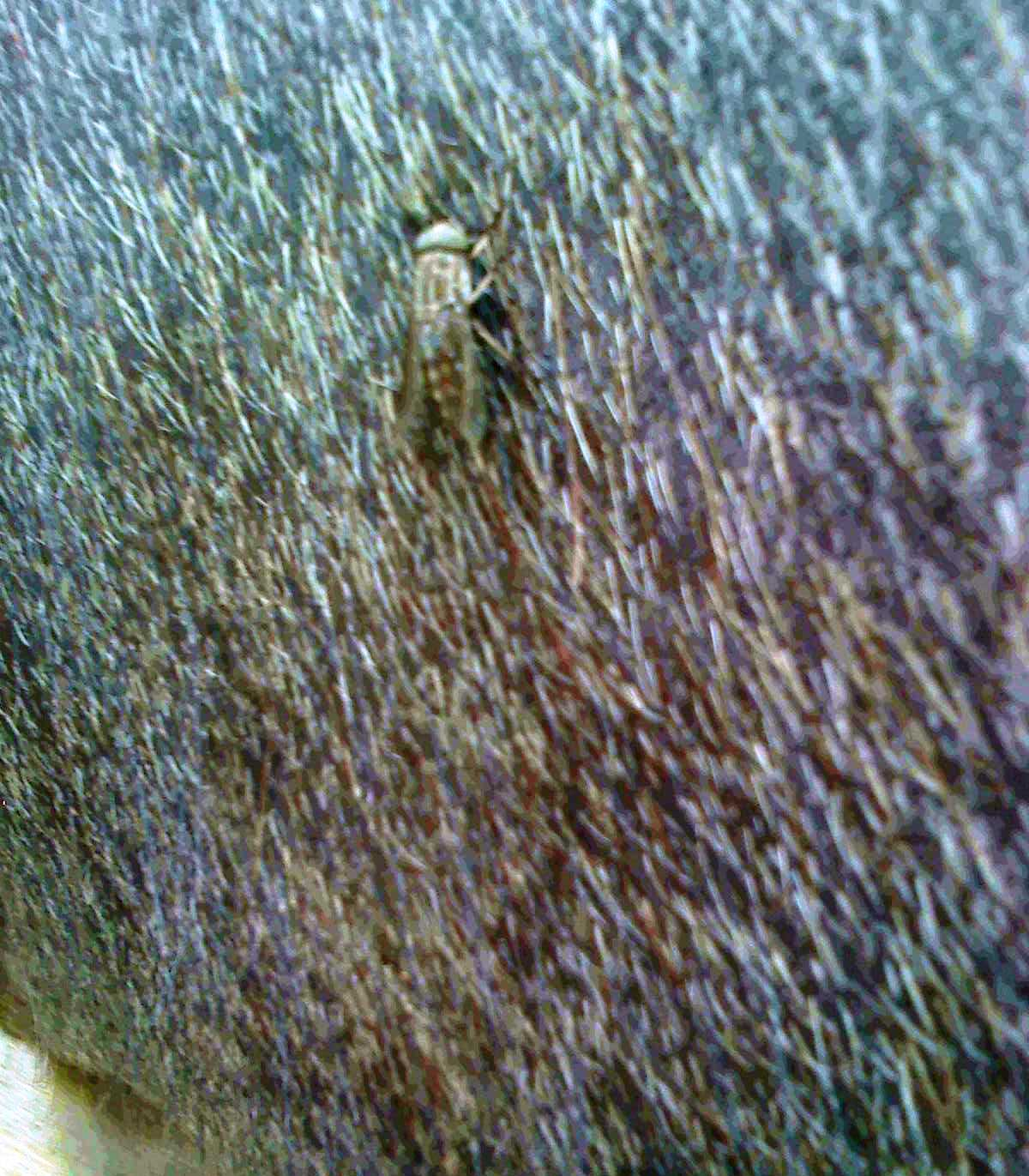